# Chichery
Chichery település Franciaországban, Yonne megyében. Lakosainak száma 434 fő (2022. január 1.). Chichery Bassou, Appoigny, Beaumont, Branches, Chemilly-sur-Yonne, Gurgy és Valravillon községekkel határos.

## Népesség
A település népességének változása:
| Lakosok száma | 454  | 469  | 494  | 481  | 487  | 484  | 467  | 451  | 434  |
|               | 2013 | 2015 | 2016 | 2017 | 2018 | 2019 | 2020 | 2021 | 2022 |